# Guitar Hero II
Guitar Hero II är ett musikspel till TV-spel och är uppföljaren till Guitar Hero. Spelet släpptes till Playstation 2 i november 2006 och till Xbox 360 i april 2007.
Precis som i Guitar Hero använder spelaren ett gitarrlikt tillbehör för att spela rocksånger där noter rullar mot en på skärmen. Större delen av spelet är taget från originalspelet men med nya lägen och notkombinationer tillagda.
Guitar Hero II har rönt stora framgångar och gjort Guitar Hero-serien ett kulturellt fenomen. En spinoff har gjorts - Guitar Hero Encore: Rocks the 80s - till PlayStation 2.Guitar Hero III: Legends of Rock har släppts till PlayStation 2, Xbox 360, PlayStation 3 och Wii.

## Sånger
I PlayStation 2- och Xbox 360-versionerna av Guitar Hero II finns 40 spelbara sånger. Till Xbox 360 finns ytterligare 8 exklusiva sånger samt att nedladdningsbara sånger finns i pack om tre för 500 Microsoft Points (ca 42 kr). De flesta sånger är covers med undantag för "Stop", "Dead!", "Possum Kingdom", "John the Fisherman" och de upplåsbara bonuslåtarna (som framförs av originalartisterna). Coverlåtarnas originalartister erkänns på skärmen med frasen "as made famous by" (på svenska: "känd av"), medan sånger med originalartisten anges med "as performed by" (på svenska: "framförd av").

### Spellista
Följande är en komplett lista över sångerna i Guitar Hero II:
† anger att kompgitarr är det alternativa instrumentet i flerspelläge (alla andra sånger har basgitarr)
fet stil anger att sången framförs av originalartisten (alla andra sånger är cover)
kursiv stil anger att sången endast finns i Xbox 360-versionen
| PlayStation 2 1. Opening Licks - "Shout at the Devil" - Mötley Crüe - "Mother" - Danzig † - "Surrender" - Cheap Trick - "Woman" - Wolfmother - "Tonight I'm Gonna Rock You Tonight" - Spinal Tap † (extranummer)                                 | Xbox 360 1. Opening Licks - "Surrender" - Cheap Trick - "Possum Kingdom" - Toadies - "Heart-Shaped Box" - Nirvana - "Salvation" - Rancid - "Strutter" - Kiss † - "Shout at the Devil" - Mötley Crüe (extranummer)                                                               |
| 2. Amp-Warmers - "Strutter" - Kiss † - "Heart-Shaped Box" - Nirvana - "Message in a Bottle" - The Police - "You Really Got Me" - Van Halen - "Carry on Wayward Son" - Kansas (extranummer)                                                       | 2. Amp-Warmers - "Mother" - Danzig † - "Life Wasted" - Pearl Jam - "Cherry Pie" - Warrant - "Woman" - Wolfmother - "You Really Got Me" - Van Halen - "Tonight I'm Gonna Rock You Tonight" - Spinal Tap † (extranummer)                                                          |
| 3. String-Snappers - "Monkey Wrench" - Foo Fighters - "Them Bones" - Alice in Chains - "Search and Destroy" - Iggy Pop and The Stooges - "Tattooed Love Boys" - The Pretenders - "War Pigs" - Black Sabbath (extranummer)                        | 3. String-Snappers - "Carry on Wayward Son" - Kansas - "Search and Destroy" - Iggy Pop and The Stooges - "Message in a Bottle" - The Police - "Billion Dollar Babies" - Alice Cooper - "Them Bones" - Alice in Chains - "War Pigs" - Black Sabbath (extranummer)                |
| 4. Thrash and Burn - "Cherry Pie" - Warrant - "Who Was in My Room Last Night?" - Butthole Surfers † - "Girlfriend" - Matthew Sweet † - "Can't You Hear Me Knockin'" - The Rolling Stones † - "Sweet Child o' Mine" - Guns N' Roses (extranummer) | 4. Thrash and Burn - "Monkey Wrench" - Foo Fighters - "Hush" - Deep Purple - "Girlfriend" - Matthew Sweet † - "Who Was in My Room Last Night?" - Butthole Surfers † - "Can't You Hear Me Knockin'" - The Rolling Stones † - "Sweet Child o' Mine" - Guns N' Roses (extranummer) |
| 5. Return of the Shred - "Killing in the Name" - Rage Against the Machine - "John the Fisherman" - Primus - "Freya" - The Sword - "Bad Reputation" - Thin Lizzy - "Last Child" - Aerosmith † (extranummer)                                       | 5. Return of the Shred - "Rock and Roll Hoochie Koo" - Rick Derringer - "Tattooed Love Boys" - The Pretenders - "John the Fisherman" - Primus - "Jessica" - The Allman Brothers Band † - "Bad Reputation" - Thin Lizzy - "Last Child" - Aerosmith † (extranummer)               |
| 6. Relentless Riffs - "Crazy on You" - Heart - "Trippin' on a Hole in a Paper Heart" - Stone Temple Pilots - "Rock This Town" - Stray Cats - "Jessica" - The Allman Brothers Band † - "Stop" - Jane's Addiction (extranummer)                    | 6. Relentless Riffs - "Crazy on You" - Heart - "Trippin' on a Hole in a Paper Heart" - Stone Temple Pilots - "Dead!" - My Chemical Romance † - "Killing in the Name" - Rage Against the Machine - "Freya" - The Sword - "Stop" - Jane's Addiction (extranummer)                 |
| 7. Furious Fretwork - "Madhouse" - Anthrax - "Carry Me Home" - The Living End - "Laid to Rest" - Lamb of God † - "Psychobilly Freakout" - The Reverend Horton Heat - "YYZ" - Rush (extranummer)                                                  | 7. Furious Fretwork - "Madhouse" - Anthrax - "The Trooper" - Iron Maiden - "Rock This Town" - Stray Cats - "Laid to Rest" - Lamb of God † - "Psychobilly Freakout" - The Reverend Horton Heat - "YYZ" - Rush (extranummer)                                                      |
| 8. Face-Melters - "Beast and the Harlot" - Avenged Sevenfold - "Institutionalized" - Suicidal Tendencies † - "Misirlou" - Dick Dale - "Hangar 18" - Megadeth - "Free Bird" - Lynyrd Skynyrd † (extranummer)                                      | 8. Face-Melters - "Beast and the Harlot" - Avenged Sevenfold - "Carry Me Home" - The Living End - "Institutionalized" - Suicidal Tendencies † - "Misirlou" - Dick Dale - "Hangar 18" - Megadeth - "Free Bird" - Lynyrd Skynyrd † (extranummer)                                  |